# Ktesias von Knidos
Ktesias von Knidos (altgriechisch Κτησίας Ktēsías) war ein antiker griechischer Arzt und Geschichtsschreiber. Er lebte im späten 5. und frühen 4. Jahrhundert v. Chr. Berühmt wurde er durch die von ihm verfassten, nur fragmentarisch überlieferten Persiká, wegen deren romanhaften Charakters er aber auch bis in die neueste Zeit stark kritisiert wurde.

## Leben
Ktesias wurde im karischen Knidos geboren (vielleicht um 441 v. Chr.), einer nicht unwichtigen griechischen Stadt an der Westküste Kleinasiens. Er stammte aus einer alten Ärztefamilie, sein Vater hieß Ktesiarchos oder Ktesiochos. Im byzantinischen Lexikon Suda steht zu ihm:

„Ktesias: Sohn des Ktesiarchos oder Ktesiochos, aus Knidos; ein Arzt, der in Persien den Artaxerxes, der Mnemon genannt wird, heilte und die Persika in 23 Büchern schrieb.“

Diese Informationen, die auf Ktesias’ eigene Angaben zurückgehen, werden von der Mehrheit der Gelehrten akzeptiert. Als Mitglied einer Asklepiaden-Familie war Ktesias’ beruflicher Werdegang demnach im Grunde vorgezeichnet. Er gelangte zu einem unbekannten Zeitpunkt an den Hof des persischen Großkönigs Artaxerxes II. Mnemon, allerdings sind die diesbezüglichen Umstände unklar. Diodor, der im 1. Jahrhundert v. Chr. eine Universalgeschichte schrieb und Ktesias als Quelle benutzt hat, gibt an, dass Ktesias als Kriegsgefangener dorthin kam und 17 Jahre in Persien blieb. Diodor erwähnt auch dessen medizinische Fähigkeiten, manche Forscher nehmen deshalb an, dass Ktesias regulär an den persischen Hof berufen wurde. Die angegebenen 17 Jahre seines Aufenthalts am persischen Hof sind womöglich ebenfalls ungenau und es waren eventuell nur 7 Jahre. Jan Stronk, von dem die aktuelle Ktesias-Edition einschließlich Übersetzung stammt, nahm weiterhin 17 Jahre für den Aufenthalt an und glaubt, dass Ktesias um 413 v. Chr. in persische Gefangenschaft geriet und 397 v. Chr. den Hof wieder verließ. Neuerdings hält Stronk aber auch einen Aufenthalt von 7 Jahren am persischen Hof für denkbar und dass Ktesias insgesamt 17 Jahre in persischen Diensten stand.
Jedenfalls stand Ktesias zum Zeitpunkt der Schlacht bei Kunaxa im Jahre 401 v. Chr. offenbar als Leibarzt des persischen Großkönigs Artaxerxes II. Mnemon in dessen Diensten und heilte diesen Xenophon zufolge. In seiner Zeit am Hof kümmerte sich Ktesias auch um Mitglieder der königlichen Familie. Er scheint die Gunst von Parysatis besessen zu haben. Die Details sind allerdings unklar, zumal Ktesias seine eigene Rolle am Hof vermutlich übertrieben dargestellt hat, wenngleich er offenbar auch in diplomatischer Mission für den Großkönig unterwegs war. 398/97 v. Chr. ist Ktesias wieder nach Hause zurückgekehrt. Er bereiste auch Griechenland selbst, nach 393/92 v. Chr. ist er verstorben.
Ktesias verfasste nach seiner Rückkehr nach Knidos mehrere (vor allem geschichtliche) Abhandlungen, von denen jedoch nur Fragmente erhalten sind (Die Fragmente der griechischen Historiker, Nr. 688).
Zu beachten ist allerdings, dass eine Minderheit innerhalb der modernen Forschung diese Biographie für weitestgehend fiktiv hält und bezweifelt, dass Ktesias dem Großkönig gedient oder überhaupt jemals am persischen Hof war (wie Marco Dorati, siehe unten).

## Werke

### Persiká
Inhalt und Überlieferung
Sein Hauptwerk sind die Persiká („Geschichte Persiens“) in 23 Büchern, die Ktesias in ionischem Griechisch verfasste. Bereits vor Ktesias hatten Griechen spezielle Werke über Persien verfasst, die als Persiká bezeichnet werden. Diese Werke waren offenbar eine Reaktion auf die Neugier der Griechen auf diese für sie fremde Welt und sollten dem griechischen Leser dazu dienen, diese besser zu verstehen. Allerdings sollten die Persiká des Ktesias das wohl berühmteste (und berüchtigtste) Werk dieses Genre werden.
Es handelt sich bei den Persiká des Ktesias um eine Schilderung der altorientalisch-persischen Geschichte, die von der mythischen Zeit des Königs Ninos, die ausführlich behandelt wurde, bis in die von Ktesias erlebte Gegenwart reichte. In den ersten sechs Büchern der Persiká schilderte Ktesias einführend die Geschichte des assyrischen und des medischen Reichs (dieser Teil des Werks war daher auch bekannt als Assyriaká bzw. Mediaká) bis zur Gründung des persischen Großreichs. Dabei wurden historische Personen mit mythischen vermischt und beispielsweise die sagenhafte Königin Semiramis behandelt. Die eigentliche Geschichte Persiens wurde ab dem 7. Buch behandelt und reichte von Kyros II. bis ins Jahr 398/97 v. Chr.
- Buch 1 bis 3: Geschichte Assyriens von Ninos bis zum Fall Ninives. Ninos errichtet das assyrische Großreich (das nach Ktesias schließlich umfangreicher gewesen wäre als das Perserreich), gründet die Stadt Ninos (Ninive) und heiratet Semiramis. Semiramis gründet Babylon und führt Feldzüge bis nach Indien. Herrschaft von Sardanapalos (wohl angelehnt an Assurbanipal) und Revolte der Meder, Ende des assyrischen Reiches.
- Buch 4 bis 6: Medische Geschichte von der Herrschaft des Arbakes bis Astyages.
- Buch 7 bis 11: Kyros II. Erhebung des Kyros gegen Astyages, Sieg gegen diesen und Heirat mit Amytis. Krieg gegen Krösus von Lydien. Letzte Jahre und Tod des Kyros.
- Buch 12 und 13: Kambyses II. bis Xerxes I. Eroberung Ägyptens, Verschwörungen am Hof und Thronbesteigung von Dareios I. Beginn der Perserkriege, Niederlage der Perser und Ermordung des Xerxes.
- Buch 14 bis 17: Artaxerxes I. Rebellion in Ägypten, Eskapaden am Hof und Tod des Artaxerxes.
- Buch 18: Xerxes II. bis Dareios II. Hofintrigen führen zur Ermordung Xerxes’ II. Revolte des Ochos, der als Dareios II. regiert. Erfolglose Rebellionen gegen diesen und erfolglose Verschwörungen am Hof sowie Berichte über weitere Ausschweifungen.
- Buch 19 bis 23: die ersten acht Regierungsjahre von Artaxerxes II., Tod Dareios’ II. in Babylon, Revolte des jüngeren Kyros gegen Artaxerxes, der jedoch siegreich bleibt. Bericht über Tissaphernes und der Hilfe, die Ktesias dem gefangenen spartanischen Feldherrn Klearchos gewährt, der aber schließlich stirbt. Ktesias wirkt in diplomatischer Mission und kehrt nach Knidos zurück. Als Anhang eine Übersicht über die Entfernung von Ephesos nach Baktrien sowie eine Liste der Könige von Ninos bis Artaxerxes II.

Die Persiká sind zwar als Ganzes verloren gegangen, von dem Werk ist aber ein knapper Auszug (Epitome) in der Bibliothek des mittelbyzantinischen Gelehrten Photios erhalten, der in mehreren Handschriften überliefert ist. Friedrich Wilhelm König nahm an, dass Photios nur die Bücher 7 bis 23 im Original vorlagen; in jedem Fall ist unklar, wie getreu Photios in seinem Exzerpt wiedergab, was er bei Ktesias las. Ansonsten finden sich, neben einem kurzen Papyrusfragment, Auszüge aus dem Werk bei mehreren anderen Autoren. Eine gewisse Pamphila verfasste bereits im 1. Jahrhundert einen Auszug aus den Persiká in drei Büchern, wovon aber nichts erhalten ist. Einige ausführlichere Fragmente finden sich unter anderem bei Diodor, Athenaios, Plutarch (Vita Artaxerxes’ II.), Nikolaos von Damaskus und Aelian, wobei die Zuordnung der Passagen als Ktesias-Fragmente nicht immer gesichert ist. Das zweite Buch Diodors, der darin die assyrisch-babylonische Zeit schilderte (mit einem sehr geringen Wahrheitsgehalt), ist anscheinend fast ganz aus Ktesias geschöpft. Somit ist es möglich, sich ein recht gutes Bild vom Aufbau und Inhalt des ktesianischen Werks zu machen. Dinon von Kolophon lehnte sich an Ktesias an und schrieb ebenfalls eine persische Geschichte. Offenbar wurde Ktesias noch in der Spätantike und in mittelbyzantinischer Zeit gelesen, bevor seine Werke verloren gingen.
Die Darstellungsform von Geschichte in den Persiká
Ktesias wurde durch seine Persiká bald schon als Autorität für die Geschichte des Orients betrachtet und von zahlreichen Autoren herangezogen. So beliebt die Lektüre der Persiká des Ktesias offenbar war, wenngleich schon in der Antike seine Glaubwürdigkeit nicht unumstritten war, so kritisch wird sein Werk in der modernen Forschung betrachtet (siehe Rezeption unten). Ktesias selbst behauptete, in seiner Zeit am Hof eine umfassende Kenntnis der Verhältnisse des Perserreichs und seiner Geschichte erworben zu haben. Schon aufgrund seines längeren Aufenthalts am persischen Königshof und den daraus gewonnenen intimen Kenntnissen müsste man annehmen, dass die Geschichte des Ktesias besonders zuverlässig und akkurat sei, doch trifft weitgehend eher das Gegenteil zu. Allerdings, und das ist das Hauptproblem bei jeder Beschäftigung mit dem ktesianischen Werk, muss in aller Regel ungewiss bleiben, wie genau die Fragmente das Originalwerk widerspiegeln und welche Fehler letztendlich Ktesias selbst anzulasten sind.
Ktesias machte den Fragmenten zufolge jedenfalls oft ungenaue (beispielsweise lag ihm zufolge die Stadt Ninive am Fluss Euphrat und nicht, was korrekt gewesen wäre, am Tigris) oder völlig übertriebene Angaben (so zu Heeresstärken); auf chronologische Genauigkeit legte er demnach ebenfalls eher weniger Wert. So verlegte er etwa die Schlacht von Plataiai vor die Schlacht von Salamis. Dennoch polemisiert Ktesias gegen andere Autoren, namentlich Herodot.

„[…] wobei er [Ktesias] fast fortwährend dem Herodotos Entgegengesetztes berichtet, ja ihn sogar in vielen Fällen als Lügner zurechtweist und einen Märchenerzähler nennt […]“

Schwerpunkt der Handlung bei Ktesias war offenbar der persische Königshof, wobei er ausführlich diverse Hofintrigen und Skandalgeschichten schilderte und wohl wenigstens teilweise reale Verhältnisse reflektierte. Es ist aber keineswegs gesichert, dass Ktesias mit seiner Darstellung die Absicht verfolgte, dem griechischen Leser ein negatives Bild des persischen Hofes und seiner „Dekadenz“ zu präsentieren; möglich ist durchaus, dass er vielmehr die dortigen (nicht immer einfachen) Verhältnisse pointiert darstellen wollte (Lloyd Llewellyn-Jones, siehe Bewertung). Die Schilderung nahm wenigstens stellenweise romanhafte Züge an, wenngleich Ktesias selbst sich nicht als Romancier verstand, sondern als Geschichtsschreiber. Immer wieder betonte er denn auch seine besonderen Kenntnisse, schmückte die Handlung aber literarisch reich aus.
In den Assyriaká werden der Mehrheitsmeinung der Forschung zufolge faktisch keine historischen Informationen vermittelt, sondern vielmehr mythische Figuren und weitgehend erfundene Handlungen präsentiert. Etwas anders sieht dies jedoch etwa Lenfant, die der Meinung ist, Ktesias habe das Achämenidenreich als Folie benutzt und nach diesem Modell die Darstellung des Assyrerreichs erstellt. Des Weiteren nimmt Lenfant an, dass sich in den Assyriaká durchaus einige historische Elemente finden (so hinsichtlich Sardanapalos). Auch König war der Ansicht, dass Ktesias auf einheimische persische Traditionen zurückgriff und diese verarbeitete; so könnte der historische Assyrerkönig Sargon II. mit Ninos gleichgesetzt werden, wenngleich die tendenziösen persischen Berichte, die Ktesias verarbeitete, nicht mit den historischen Taten übereinstimmend seien, sondern nur Teilaspekte widerspiegeln. In der Forschung wird der Wert der dortigen Erzählung in der Regel aber wie gesagt als äußerst gering bzw. als nicht vorhanden betrachtet.
Die militärischen Auseinandersetzungen zwischen Griechen und Persern, ein Hauptmotiv in der Darstellung Herodots, spielen hingegen bei Ktesias nur eine untergeordnete Rolle; vermutlich übernahm er für die Perserkriege – davon ausgehend, dass die entsprechenden Auszüge die ktesianische Erzählung einigermaßen genau wiedergeben – die Darstellung Herodots und schrieb sie einfach, teilweise recht willkürlich, um. Arnaldo Momigliano hingegen glaubte, dass Ktesias von Herodot unabhängige Berichte verwertet habe (ähnlich auch Dominique Lenfant), doch wird dies in der modernen Forschung meistens eher abgelehnt. Der Schlussteil der Persiká wird aufgrund der von Ktesias selbst erlebten Zeit (die auch detaillierter geschildert wurde) von mehreren Forschern günstiger beurteilt und als durchaus brauchbare Quelle angesehen, wenngleich auch dieser Teil nicht unproblematisch ist.
Quellen
Unklar ist, auf welche Quellen sich Ktesias im Einzelfall gestützt hat. Er wird möglicherweise Persisch gelernt haben und vielleicht Erzählungen sowie mündliche Berichte, deren Zuverlässigkeit freilich fraglich waren, für sein Werk zu benutzen. Durch seine Position am Hof hatte Ktesias auch wenigstens die Gelegenheit, Berichte von hochstehenden Personen zu erhalten; nach manchen Forschern hat er sich aber eher an unzuverlässige Gerüchte gehalten. Ktesias selbst soll nach Angaben Diodors persische Aufzeichnungen in den „königlichen Archiven“ benutzt haben:

„Dieser [Ktesias] sagt also, daß er aus den königlichen Urkunden, in welchen die Perser, einer Landessitte gemäß, ihre alte Geschichte verzeichnet haben, alles einzelne mit vielem Fleiß erforscht, sein eigenes Geschichtswerk daraus zusammengestellt und den Hellenen übermacht habe.“

Es ist in der modernen Forschung sehr umstritten, ob diese Aussage zutreffend ist. Schon die Existenz solcher Archive wird bisweilen bezweifelt, womit die Grundlage für eine Bewertung steht oder fällt. Doch auch wenn es solche Archive gegeben hat, wofür es durchaus mehrere Hinweise gibt, ist dennoch unklar, ob Ktesias sie auch tatsächlich konsultiert hat. Ktesias scheint jedenfalls schriftliche Quellen herangezogen zu haben; in Frage kommen vielleicht auch Inschriften.

### Indiká
Ktesias schrieb außerdem über Indien eine kleinere Schrift in einem Buch, die Indiká. Von dem Werk ist ebenfalls ein Auszug bei Photios überliefert; ansonsten sind noch einige andere Fragmente erhalten, denn auch dieses Werk fand offenbar einige Leser. Ktesias beschreibt in den Indiká den Norden des indischen Subkontinents, die Sitten der Bewohner, die Fauna und Flora.
Die Darstellung enthält durchaus zutreffende Informationen (wie zum Beispiel über den indischen Elefanten oder Arten der Gattung Edelsittiche), offenbart daneben aber ebenfalls romanhafte Züge. Laut Photios besaß das Werk keinerlei innere Strukturierung, vielmehr reihte es verschiedene Themen aneinander. Ktesias scheint eine unkritische Sammlung aller Geschichten und Mythen, die über Indien kursierten, vorgenommen zu haben. Unter anderem berichtet er von Greifen, die Gold bewachen, von Kynokephaloi (wörtlich „Hundsköpfige“), vielleicht eine Fehlinterpretation eines Kommentars über niedere Kasten, die in Berichten von Zeitgenossen „mit den Hunden essen mussten“, und Mantikoren, auch später immer wieder in Berichten über Indien erwähnte Fabelwesen mit Löwenkörper, Menschenkopf und Skorpionsschwanz.
Allerdings erschien Indien den Griechen ohnehin als ein legendäres Wunderland am Rande der Welt, über das vor dem Alexanderzug nur wenige konkrete Informationen vorlagen. Auch Herodot ging in seinen Historien nur knapp auf Indien ein und berichtete ebenfalls von Wundergeschichten, so von nach Gold schürfenden, riesigen Ameisen. Ktesias behauptet nicht, Indien selbst bereist zu haben. Seine Quellen waren vor allem die Berichte indischer Besucher und baktrischer Händler, die er am persischen Hof traf; schriftliche Quellen lagen ihm wahrscheinlich nicht vor. Einige der phantastischeren Erzählungen finden Äquivalente in den indischen Traditionen der Zeit, sodass auch sie indirekt auf indische Quellen zurückgehen könnten. Zu berücksichtigen ist, dass Photios keinen systematischen Auszug aus den Indiká anfertigte, sondern hauptsächlich für ihn interessante Episoden herausstellte; dennoch ist der Auszug insgesamt wohl recht zuverlässig. Felix Jacoby, der Ktesias sonst kritisch betrachtete, meinte, dass die Indiká die teilweise scharfe Kritik seit Aristoteles weniger verdienen und es sich bei dem Werk um ein „wertvolles Dokument“ hinsichtlich des Wissensstands der Griechen über Indien zur damaligen Zeit handle.

### Andere Werke
Ktesias werden noch einige andere Schriften zugeschrieben, von denen aber nur sehr wenige Fragmente erhalten sind und über die daher keine konkreten Aussagen möglich sind:
- „Asiatischer Periplus“ (Περίπλους Ἀσίας Períplous Asías) oder Periodos (der genaue Titel ist unklar) in drei Büchern, zitiert bei Stephanos von Byzanz.
- „Über die Tribute in Asien“ (Περὶ τῶν κατὰ τὴν Ἀσίαν φόρων Perì tōn katà tḕn Asían phórōn), vielleicht ein Anhang zu den Persiká, doch ist dies unklar.
- „Über die Berge“ (Περὶ ὀρῶν Perì orôn) und „Über die Flüsse“ (Περὶ ποταμῶν Perì potamôn), zitiert bei Plutarch, aber zweifelhaft.[34]

Eventuell verfasste Ktesias auch medizinische Traktate, von denen aber (abgesehen von zwei kurzen Zitaten bei Galenos und Oreibasios) nichts erhalten ist.

## Rezeption und Bewertung
Die Glaubwürdigkeit des Ktesias wurde bereits in der Antike mehrfach angegriffen. Aristoteles, Arrian sowie Lukian von Samosata (der allerdings auch Herodot ähnlich kritisierte) und andere betrachteten dessen Werke als Sammlung von Gerüchten und Wundergeschichten; auch Plutarch äußerte sich eher abfällig über Ktesias, zog ihn aber dennoch heran. Ohnehin wurden die Persiká offenbar häufig benutzt und beeinflussten das griechische Perserbild erheblich. Photios beurteilte Ktesias als „klar verständlich und mit Freuden zu lesen“. Auch neige Ktesias nicht, wie Herodot, zu „unzeitgemäßen Abschweifungen“, verzichte allerdings nicht auf Fabeln. Manchmal verfalle er aber in die „Sprechweise des gemeinen Mannes“, was dem mittelbyzantinischen Klassizisten ein Gräuel war. Die Indiká wurden wohl weniger häufig herangezogen, aber auch sie werden von Aristoteles, Arrian und Aelian zitiert, wenngleich die Autoren meistens ihre Skepsis über die dortigen Nachrichten zum Ausdruck brachten.
Die Einschätzung von Ktesias’ Persiká ist bis heute in der Forschung umstritten. Einerseits gab und gibt es starke Kritik (zum Beispiel wegen zahlreicher nachweisbarer sachlicher Fehler, zumal der erste Teil des Werks offenbar fast nur sagenhafte Erzählungen beinhaltet). Einige Gelehrte halten sein Werk eher für einen „historischen Roman“ (besser gesagt als Geschichtswerk mit romanhaften Zügen, denn Ktesias ordnete sein Werk eindeutig dem Genre der Historien zu) oder eine reine Skandalgeschichte (Felix Jacoby). Besonders Jacoby, der zahlreiche Historikerartikel für Paulys Realencyclopädie der classischen Altertumswissenschaft verfasste, hat den Quellenwert des Ktesias als äußerst gering aufgefasst und den Autor sehr negativ bewertet. Jacobys harsche Kritik beruht aber nicht zuletzt auf dem Umstand, dass er Herodot und Thukydides als Maßstab ansetzte und dementsprechend viele der folgenden Geschichtsschreiber bei ihm eher schlecht abschnitten.
In der wissenschaftlichen Kontroverse um Ktesias gibt es inzwischen einen Ansatz, der die Frage nach dem Quellenwert der Persiká anders stellt: Dieser besteht darin, dass man Ktesias’ Werk zwar nicht als sachlich richtige Beschreibung des persischen Hofes nutzen könne, da zumindest sehr fraglich sei, wie verlässlich seine Angaben im Einzelnen seien; wohl aber könne man Ktesias als eine ausgezeichnete Primärquelle für das „Perserbild“ in der antiken griechischen Geschichtsschreibung nutzen. Denn daran, dass Ktesias als Grieche für Griechen schrieb und ein Bild des Orients malte, das die Vorstellungen späterer Generationen mitprägte, besteht kein Zweifel. Der persische Hof wird der Achämenidenexpertin Heleen Sancisi-Weerdenburg zufolge von Ktesias als „dekadent“ charakterisiert. Mit seinem Luxus, den angeblich zahlreichen Verschwörungen sowie den Haremsintrigen wird er der griechischen Welt antithetisch gegenübergestellt. Diese Sichtweise sollte das abendländische Bild vom Orient mit den schon bei Ktesias beschriebenen Stereotypen noch über viele Jahrhunderte bestimmen.
Andererseits gilt Ktesias anderen Forschern nach wie vor als Augenzeuge und intimer Kenner des persischen Hofes. Selbst ein scharfer Kritiker wie Jacoby gestand ein, dass der Schlussteil des Werks (anders als der Anfang mit sagenhaften Herrschern und offenbar weitgehend erfundenen Ereignissen) eine nicht ganz unwichtige, aber freilich dennoch problematische Quelle für Persien sei.
Dominique Lenfant warnte 2004 vor einer allzu raschen Verurteilung des Autors, der ihrer Meinung nach autochthone Berichte (allerdings unkritisch) in den Persiká verarbeitet habe und für diese lokalen Berichte eine durchaus gute Quelle sei. Lloyd Llewellyn-Jones nimmt ähnlich wie Dominique Lenfant an, dass Ktesias lokale Erzählungen verarbeitete sowie reale Einblicke in das Hofleben unter Artaxerxes II. bot. Er präsentierte dem Leser demnach (für diese Zeit wenigstens) eine geschichtliche Erzählung, allerdings nicht aus einer rein griechischen Perspektive.
Lenfant und Llewellyn-Jones gehen davon aus, dass Ktesias als Quelle zum Perserreich – und nicht nur zum griechischen Perserbild – prinzipiell verwendbar sei. Demnach könne man Ktesias zwar nicht als „guten Historiker“ betrachten, der eingehend sein Material prüfte. Vielmehr habe er Erzählungen gesammelt und diese unkritisch verarbeitet, spiegele damit aber lokale Sichtweisen getreulich wider. Ebenso sei, Lloyd Llewellyn-Jones zufolge, die Darstellung des persischen Hofes vielleicht nicht in allen Details korrekt, aber Ktesias habe dennoch das aufgeschrieben, was er gesehen und gehört hatte und wie er es interpretierte. Ktesias konstruierte demzufolge zwar eine Betrachtung des Orients, jedoch keine aus griechischer, sondern aus einheimischer Perspektive, freilich präsentiert von einem Griechen, der sich bemüht habe, diese für die meisten Griechen fremde Welt zu verstehen.
Marco Dorati hat demgegenüber bereits 1995 die radikale These vertreten, Ktesias sei niemals in Persien gewesen, zumindest seine autobiographischen Angaben seien daher gefälscht, doch hat sich dieser Ansatz nicht durchgesetzt. Reinhold Bichler schlug 2004 vor, Ktesias als einen „Spaßvogel“ zu verstehen, der bewusst einen regelrechten „Herodot-Verriss“ schrieb. Ähnlich wie Bichler betrachtet auch Bruno Bleckmann den Bericht des Ktesias zum Perserkrieg als einen Text mit geringem Quellenwert. Bleckmann glaubt aber nicht an ein literarisches Spiel des Verfassers; vielmehr meint er, Ktesias wollte sich ganz bewusst von Herodot absetzen, um seinem eigenen Werk eine Berechtigung zu verschaffen – laut Bleckmann eine in dieser Zeit gängige Technik. 2006 veranstaltete Josef Wiesehöfer eine internationale Tagung zu Ktesias; die 2011 erfolgte Publikation der Beiträge beleuchtet zahlreiche Aspekte des Werkes neu. Nach wie vor stehen jene Forscher, die meinen, Ktesias als Quelle für persische Interna verwenden zu können, jenen gegenüber, die dies verneinen. Der Ausgang der Debatte, in der sich auch unterschiedliche Wissenschaftstraditionen widerspiegeln, ist offen.
Jan Stronk hat vor einigen Jahren darauf hingewiesen, dass man Ktesias nicht in erster Linie als Historiker im engeren Sinne verstehen sollte. Ktesias habe sich zwar als Autorität in Bezug auf Persien betrachtet, er habe aber keine exakte historische Schilderung beabsichtigt. Historische Fakten seien von ihm mit reichen literarischen Ausschmückungen zu einer neuartigen historisch-romanhaften Handlung verarbeitet worden. Die Persiká seien daher kein historisches Werk im strikten Sinne, aber auch keine reine Märchenerzählung. In der jüngsten kritischen Ausgabe der Persiká betonte Stronk außerdem, dass wir ohnehin nicht sicher sein können, was Ktesias genau schrieb, da Ergänzungen, Auslassungen und abweichende Interpretationen durch die folgenden Autoren, denen wir die Zitate und Zusammenfassungen seines Werkes verdanken, nie ausgeschlossen werden können. Unser Bild von Ktesias sei aufgrund der Überlieferung grundsätzlich unvollständig und möglicherweise verzerrt; ähnlich äußerte sich Llewellyn-Jones, der auf das durch andere Autoren gefilterte Ktesiasbild hinwies. Die oft kritisierten Persiká reflektieren aber auch Stronk zufolge wenigstens teilweise mündliche Überlieferungen.

## Ausgaben und Übersetzungen
- Friedrich Wilhelm König (Hrsg.): Die Persika des Ktesias von Knidos (= Archiv für Orientforschung, Beiheft 18). Graz 1972 (Edition und Übersetzung).
- Dominique Lenfant (Hrsg.): Ctésias de Cnide. La Perse, l’Inde, autres fragments. Les Belles Lettres, Paris 2004, ISBN 2-251-00518-8 (maßgebliche Edition der Ktesias-Fragmente; enthält auch Abschnitte, deren Zuweisung an Ktesias von anderen Forschern bestritten wird; Rezension).
- Lloyd Llewellyn-Jones, James Robson (Hrsg.): Ctesias’ „History of Persia“. Tales of the Orient. Routledge, London u. a. 2010 (englische Übersetzung der Persiká [basierend auf der Edition von Lenfant] mit ausführlicher Einleitung).
- Andrew Nichols: Ctesias. On India, and Fragments of His Minor Works. London 2011.
- Andrew Nichols: The complete Fragments of Ctesias of Cnidus. Diss. Gainesville 2008 (englische Übersetzung der Persiká und Indiká und anderer Fragmente mit Einleitung und einem knappen Kommentar; online; PDF; 2,7 MB).
- Jan P. Stronk (Hrsg.): Ctesias’ Persian History. Part I: Introduction, Text, and Translation. Wellem Verlag, Düsseldorf 2010, ISBN 978-3-941820-01-2 (Sammlung aller griechischen, lateinischen und weiteren Fragmente mit englischer Übersetzung und ausführlicher Einleitung).